# 란타나 (영화)
《란타나》(영어: Lantana)는 오스트레일리아와 독일에서 제작된 레이 로런스 감독의 2001년 드라마 영화이다. 앤서니 러팔리아 등이 출연하였고, 잰 채프먼 등이 제작에 참여하였다. 개봉명은 호주영화제 - 결혼의 비밀이다.

## 출연진
- 앤서니 러팔리아
- 제프리 러시
- 바버라 허시
- 케리 암스트롱
- 레이철 블레이크
- 빈스 콜러시모
- 피터 펠프스
- 리아 퍼셀

## 기타 제작진
- 라인 제작: 캐서린 자먼
- 배역: 수지 메이즐스
- 의상: 마고 윌슨

## 같이 보기
- 오스트레일리아 영화